# Telê Santana: Meio Século de Futebol-Arte
Telê Santana: Meio Século de Futebol-Arte é um documentário brasileiro sobre a carreira do técnico Telê Santana da Silva (1931 — 2006).

## Entrevistas
Cerca de 80 entrevistados – admiradores, familiares, ex-jogadores, treinadores, dirigentes e profissionais da imprensa esportiva – falam sobre Telê Santana. Alguns deles:
- Mauro Beting
- Jorge Kajuru
- Dadá Maravilha
- Zico
- Raí
- Muricy Ramalho
- Vanderlei Luxemburgo
- Giulite Coutinho
- Eurico Miranda
- Juvenal Juvêncio
- Nando Reis
- Andreas Kisser